# Experience + Innocence Tour
Experience + Innocence Tour – światowa trasa koncertowa U2, która odbyła się w 2018 r. Trasa została podzielona na dwie części; zespół występował na scenie 59 razy.

## Program koncertów
Zarówno w Europie jak i w Ameryce nie na wszystkich koncertach setlista była taka sama

### Ameryka Północna
Pierwszy akt:
1. "Love Is All We Have Left"
2. "The Blackout"
3. "Lights of Home"
4. "I Will Follow"
5. "All Because of You"
6. "Beautiful Day"
7. "The Ocean"
8. "Iris (Hold Me Close)"
9. "Cedarwood Road"
10. "Sunday Bloody Sunday"
11. "Until the End of the World"

Drugi akt:
1. "Elevation"
2. "Vertigo"
3. "Desire"
4. "Acrobat"
5. "You're the Best Thing About Me"
6. "Staring at the Sun"
7. "Pride (In the Name of Love)"
8. "Get Out of Your Own Way"
9. "American Soul"
10. "City of Blinding Lights"

Bisy:
1. "One"
2. "Love is Bigger Than Anything Isn't Way"
3. "13 (There's A Light)"

### Europa
Pierwszy akt:
1. "The Blackout"
2. "Lights of Home"
3. "I Will Follow"
4. "Gloria"
5. "Beautiful Day"
6. "Dirty Day"
7. "Zoo Station"
8. "The Fly"
9. "Stay (Faraway, so Close!)"
10. "Who's Gonna Ride Your Wild Horses"

Drugi akt:
1. "Elevation"
2. "Vertigo"
3. "Even Better Than the Real Thing"
4. "Acrobat"
5. "You're the Best Thing About Me"
6. "Summer of Love"
7. "Pride (In the Name of Love)"
8. "Get Out of Your Own Way"
9. "New Year's Day"
10. "City of Blinding Lights"

Bisy:
1. "Landlady"
2. "One"
3. "Love Is Bigger Than Anything Isn't Way"
4. "13 (There's a Light)"

## Koncerty trasy
1. 2 maja 2018 – Tulsa, Oklahoma, USA – BOK Center
2. 4 maja 2018 – St. Louis, Missouri, USA – Scottrade Center
3. 7 maja 2018 – San Jose, Kalifornia, USA – SAP Center at San Jose
4. 8 maja 2018 – San Jose, Kalifornia, USA – SAP Center at San Jose
5. 11 maja 2018 – Las Vegas, Nevada, USA – T-Mobile Arena
6. 12 maja 2018 – Las Vegas, Nevada, USA – T-Mobile Arena
7. 15 maja 2018 – Inglewood, Kalifornia, USA – The Forum
8. 16 maja 2018 – Inglewood, Kalifornia, USA – The Forum
9. 19 maja 2018 – Omaha, Nebraska, USA – CenturyLink Center Omaha
10. 22 maja 2018 – Chicago, Illinois, USA – United Center
11. 23 maja 2018 – Chicago, Illinois, USA – United Center
12. 26 maja 2018 – Nashville, Tennessee, USA – Bridgestone Arena
13. 28 maja 2018 – Duluth, Minnesota, USA – Infinite Energy Arena
14. 5 czerwca 2018 – Montreal, Kanada – Bell Centre
15. 6 czerwca 2018 – Montreal, Kanada – Bell Centre
16. 9 czerwca 2018 – Uniondale, Nowy Jork, USA – Home of the Nassau Veterans Memorial Coliseum
17. 13 czerwca 2018 – Filadelfia, Pensylwania, USA – Wells Fargo Center
18. 14 czerwca 2018 – Filadelfia, Pensylwania, USA – Wells Fargo Center
19. 17 czerwca 2018 – Waszyngton, USA – Capital One Arena
20. 18 czerwca 2018 – Waszyngton, USA – Capital One Arena
21. 21 czerwca 2018 – Boston, Massachusetts, USA – TD Garden
22. 22 czerwca 2018 – Boston, Massachusetts, USA – TD Garden
23. 25 czerwca 2018 – New York City, Nowy Jork, USA – Madison Square Garden
24. 26 czerwca 2018 – New York City, Nowy Jork, USA – Madison Square Garden
25. 29 czerwca 2018 – Newark, New Jersey, USA – Prudential Center
26. 1 lipca 2018 – New York City, Nowy Jork, USA – Madison Square Garden
27. 3 lipca 2018 – Uncasville, Connecticut, USA – Mohegan Sun Arena
28. 31 sierpnia 2018 – Berlin, Niemcy – Mercedes-Benz Arena
29. 4 września 2018 – Kolonia, Niemcy – Lanxess Arena
30. 5 września 2018 – Kolonia, Niemcy – Lanxess Arena
31. 8 września 2018 – Paryż, Francja – Palais Omnisports de Paris-Bercy
32. 9 września 2018 – Paryż, Francja – Palais Omnisports de Paris-Bercy
33. 12 września 2018 – Paryż, Francja – Palais Omnisports de Paris-Bercy
34. 13 września 2018 – Paryż, Francja – Palais Omnisports de Paris-Bercy
35. 16 września 2018 – Lizbona, Portugalia – Altice Arena
36. 17 września 2018 – Lizbona, Portugalia – Altice Arena
37. 20 września 2018 – Madryt, Hiszpania – WiZink Center
38. 21 września 2018 – Madryt, Hiszpania – WiZink Center
39. 29 września 2018 – Kopenhaga, Dania – Royal Arena
40. 30 września 2018 – Kopenhaga, Dania – Royal Arena
41. 3 października 2018 – Hamburg, Niemcy – Barclaycard Arena
42. 4 października 2018 – Hamburg, Niemcy – Barclaycard Arena
43. 7 października 2018 – Amsterdam, Holandia – Ziggo Dome
44. 8 października 2018 – Amsterdam, Holandia – Ziggo Dome
45. 11 października 2018 – Mediolan, Włochy – Mediolanum Forum
46. 12 października 2018 – Mediolan, Włochy – Mediolanum Forum
47. 15 października 2018 – Mediolan, Włochy – Mediolanum Forum
48. 16 października 2018 – Mediolan, Włochy – Mediolanum Forum
49. 19 października 2018 – Manchester, Anglia – Manchester Arena
50. 20 października 2018 – Manchester, Anglia – Manchester Arena
51. 23 października 2018 – Londyn, Anglia – The O2 Arena
52. 24 października 2018 – Londyn, Anglia – The O2 Arena
53. 27 października 2018 – Belfast, Irlandia Północna – SSE Arena
54. 28 października 2018 – Belfast, Irlandia Północna – SSE Arena
55. 5 listopada 2018 – Dublin, Irlandia – 3Arena
56. 6 listopada 2018 – Dublin, Irlandia – 3Arena
57. 9 listopada 2018 – Dublin, Irlandia – 3Arena
58. 10 listopada 2018 – Dublin, Irlandia – 3Arena
59. 13 listopada 2018 – Berlin, Niemcy – Mercedes-Benz Arena (pierwotnie planowany na 1 września; przeniesiony z powodu choroby gardła Bono)

## Źródła
- Experience + Innocence Tour 2018